# Evropske pešpoti
Evropske pešpoti so mednarodni sistem pešpoti, namenjen rekreacijskemu pohodništvu prek različnih evropskih dežel.
Pri Evropskem popotniškem združenju (European Ramblers’ Association - ERA), ki je bila ustanovljena leta 1969 v Nemčiji, je registriranih 12 poti v dolžini 60.000 km. Del poti je slabo označen ali pa sploh še ne obstajajo v naravi. 
Evropske pešpoti so podobne pohodništvu v znanih gorstvih, le da gre tukaj za nižje ležeč svet. Poti ne posegajo na vrhove gora ampak povezujejo pokrajine, doline, grebene, potekajo skozi gozdove in naselja. Na poteh ni velikih višinskih razlik zato niso preveč naporne.

## Zgodovina
V Evropskem popotniškem združenju je bilo do leta 1971 včlanjenih 14 pohodniških organizacij iz 6 držav. Danes je vanjo včlanjenih več kot 50 pohodniških organizacij iz 28 evropskih držav (in 3 iz Izraela in Maroka kot opazovalci). Te organizacije imajo skupaj več kot 3 milijone članov. Večina organizacij, članic ima več kot petdeset letne zkušnje v organizaciji in ustvarjanju pogojev za pohodništvo (gradnja in vzdrževanje poti, oskrbovanje koč, itd.) in številne od njih obstajajo že več kot sto let (najstarejša že več kot 130 let).
Namen peš popotovanj prek različnih evropskih dežel je krepiti medsebojno spoznavanje in spoštovanje različnih evropskih narodov.

## Evropske pešpoti po Sloveniji
Prek Slovenije potekata Evropska pešpot E-6 od Baltika do Jadrana in Evropska pešpot E-7 od Atlantika do Črnega morja. Obe poti se križata na hribu Mačkovec (911 mnm) nad vasjo Selo pri Robu na Dolenjskem. Mednarodno popotniško dejavnost v Sloveniji koordinira Komisija za evropske pešpoti v Sloveniji (KEUPS), ki so jo ustanovili: Zavod za gozdove Slovenije, Zveza gozdarskih društev, Planinska zveza Slovenije in Turistična zveza Slovenije. Poti so označene z okroglimi rdeče-rumenimi markacijami, odcepi pa z isto obliko in barvo markacije, le notranji in zunanji pas markacije se po barvi zamenjata. 
10. decembra 2016 je bila v Kopru svečana otvoritev Evropske pešpoti E-12 po ozemlju Slovenije.

## Seznam pešpoti
| Pešpot            | začetek in konec poti | od kraja do kraja                                                                       | oznaka |  |
| ----------------- | --------------------- | --------------------------------------------------------------------------------------- | --- |  |
| E1 (ca. 4900 km)  |                       | od Severnega morja – Bodenskega jezera – Gottharda do Sredozemskega morja               | od Grövelsjön-Sälen (S) - Göteborg – Viborg – Flensburg – (varianta: Schleswig – Itzehoe) – Hamburg – Frankfurt na Majni – Konstanca – Lugano – Genova – Castellucio (I) |  |
| E2 (ca. 4850 km)  |                       | od Severnega morja – Ženevskega jezera do Sredozemskega morja                           | od Carlisle (UK) – Manchester – London – Oostende – Antwerpen – Liege – Luksemburg – Echternach – Metz – Nyon – Chamonix – Nica (F) |  |
| E3 (ca.8000 km)   |                       | od Atlantika – Ardennen – Erzgebirge – Karpatov do Črnega morja                         | od Santiago de Compostela - Burgos - Roncevales – Cahors – Melun – Ardeny – Saarburg – Fulda – Eisenach – (Martredwitz – Cheb – Klinovec) – Bad Schandau – Høensko – Harrachov – Wab'rzych – L'dek Zdrój – Dolní Boøíkovice – Makovský priesmyk – Duklianský priesmýk – Zakopane – Prešov – Kisvárda do Ártánd (H/RU) |  |
| E4 (ca. 10450 km) |                       | od Gibraltarja – Pireneji – Bodenskega jezera – Blatnega jezera – Rila – Krete do Cipra | od Gibraltarja – Granada – Murcia – Monserrat – Bourg Madame – Carcassone – Grenoble – Chasseral – Bregenz - Salzburg (alpska varianta: Bregenz – Zugspitze – Semmering) – Rust am [[[Nežidersko jezero\|Neusiedler See]] – Héviz – Budimpešta – Mátraverebély – Karos - Ártánd (H/RU) - Kreta - Pafos - Larnaka |  |
| E5 (ca. 3050 km)  |                       | od Atlantika – Bodenskega jezera – Alp do Jadranskega morja                             | od Pointe du Raz (F) – Saint-Malo – Fontainebleu – Troyes – Langres – Koblenz – Konstanca – Bregenz – Tams am Inn – Timmelsjoch – St. Leonhard – Bolzano – Monte Cornetto – Verona (I) |  |
| E6 (ca. 5200 km)  |                       | od Laponske - Baltskega morja – Wachau – Jadranskega morja do Egejskega morja           | od Kilpisjärvi (FIN) - Pirkanmaa – Turku – Grisslehamn – Stockholm – Malmö – København – Flensburg – Kiel – Lübeck – Lauenburg a.d. Elbe – Bodenteich – Braunschweig – Goslar – Göttingen – Münchberg – Marktredwitz (varianta: Cheb - Nýrsko – Železná Ruda – Bayerisch Eisenstein) – Furth im Wald – Gr. Arber – Arbesbach – Melk ob Donavi – Radeljski prelaz – Mozirje – Rijeka/Strunjan (Koper) – vožnja – Igoumenitsa – Ioannina – Florina – Alexandroupolis (GR) |  |
| E7 (ca. 5000 km)  |                       | od Atlantika – Sredozemskega morja – Gardskega jezera do južne Madžarske                | od El Escorial (E) – Tivisa – Jadraque – La Puebla de Valderde – Argebtera – Andorra la Vella – Lodéve – Remouline – Trascon – Manosque – Menton – Ventimiglia – Altare – Travo – Robič – Kobarid – Hodoš – Bajánsenye – Szeged – Nagylak (H) |  |
| E8 (ca. 4390 km)  |                       | od Irskega morja – Rhein – Main – Donava – Karpatov do Rodopov                          | od Cahirciveen (IRL) – Dublin – Liverpool – York – Hull – Europort – Nijmegen – Klve – Grüggen – Aachen – Bonn – Koblenz – Oberwesel – Donnersberg – Worms (varianta: Speyer – Heidelberg) – Wertheim – Tauberbischofsheim – Kelheim – Regensburg – Passau – Oberkappel – Karlstift – Gmünde – Geras – Hardegg (varianta: Vranĕnít – Vranov n. D.) – Retz – Dunaj – Bratislava – Trenèin – prelaz Dukla - ..... – Sofija – Rodopi (BG)                                  |  |
| E9 (ca. 5000 km)  |                       | od obalne poti ob Atlantiku – Severnega morja do Baltskega morja                        | od Bresta (F) – Saint-Malo – Le Havre – Ostende – Brudge – Rotterdam – Haag – Leer/Ostfriesland – Norden – Bremerhaven – Glückstadt – Hamburg – Lübeck – Rostock - Warnemünde – Swinoujscie – Kolobrzeg – Gdansk – Elblag - ..... Talin (EST) |  |
| E10 (ca. 2880 km) |                       | od Laponske - Baltskega morja – Šumava do Alp                                           | od Nuorgam - Lappeenranta - Lahti/Helsinki - Hanko – Insel Rügen – Stralsund – Potsdam – Zittau – Èeská Lípa – Mĕlnik – Praga – Písek – Èeská Budìjovice – Studánky – Bad Leonfelden – Oberkappel a.d. R. – Haag am Hausruck – (varianta: Schärding – Ostermierthung) – Salzburg – Berchtesgaden – Špital ob Dravi – Briksen – Bolzano (I) |  |
| E11 (ca. 2500 km) |                       | od Severnega morja – Harz – Mark Brandenburg do Masuren                                 | od Haarlem (NL) – Amersfoort – Oldenzaal – Osnabrück – Goslar/Harz – Wernigerode – Dessau a.d. Elbe – Potsdam – Frankfurt a.d. Oder – Poznanj – Toruò – Olsztyn – Augustov (PL) |  |
| E12 (ca. 2880 km) |                       | od Španije ob Sredozemskem morju do Jadranskega morja in Grčije                         | |  |

Seznam se nanaša na leto 2016. V delu je že nova pešpot E12. Potekala bo v Italiji od Marine di Camerota, južno od Neaplja in povezala sredozemske obale in otoke od Mallorce, Korzike, Krete, Cipra, Malto in Sardinijo.
Evropske pešpoti se daljšajo, širijo in vse bolj povezujejo kraje med seboj, zato se ni bati za razvoj.